# ContactOffice
ContactOffice es una aplicación web (oficina virtual groupware) con acceso a través de un Navegador Web, desarrollado por el editor ContactOffice Group. Se compone de varias herramientas (Webmail, calendario, almacenamiento de documentos, gestor de contactos, tareas, notas, favoritos, entre otros) integrado entre otros.
La aplicación está disponible en:
- SaaS (Software como Servicio), alojada en los servidores del editor ContactOffice
- Licencia, alojada en el propio servidor del usuario

En noviembre de 2010, el editor de software ContactOffice, informó de un total de 450.000 usuarios.

## Características
El núcleo de la aplicación está escrito en Java. La nueva interfaz de la oficina virtual ContactOffice es desarrollada en AJAX, basado en el Google Web Toolkit Google Web Toolkit (GWT). Debido a esto, presenta un entorno de usuario similar a la de los clientes tradicionales (arrastrar y soltar, clic derecho…). Los componentes de la aplicación se descargan en la caché del navegador, lo que significa que los datos se guardan en el servidor.

### Mensajería
ContactOffice incluye un Webmail, asociado a un servidor SMTP POP e IMAP.
Además del Webmail, los mensajes de correo electrónico son accesibles a través de los clientes tradicionales (Mozilla Thunderbird, Outlook Express,...) A través de POP y/o IMAP.
ContactOffice también tiene un cliente POP y IMAP, que permite el acceso remoto a cuentas de correo electrónico.

### Documentos
ContactOffice permite el almacenamiento de documentos. Estos pueden ser gestionados a través de la interfaz Web y/o el servidor WebDAV.
Además, la interfaz Web de ContactOffice tiene un cliente WebDAV y SMB/CIFS, permitiendo el acceso a archivos remotos.

### Calendario
Se envían notificaciones para eventos o reuniones (con invitación) por correo electrónico y / o SMS.
A través del protocolo CalDAV, el calendario de ContacOffice es accesible en lectura y en escritura a través de software de terceros tales como iCal, Sunbird o también el calendario iPhone (versión 3).

### Compartir
Para cada herramienta, un usuario puede si lo desea compartir sus datos con otros usuarios, por ejemplo dentro de un grupo, utilizando un sistema de derechos específicos (por ejemplo, el modo de sólo lectura de algunos documentos).
La mayoría de las herramientas ofrecen una vista de las adiciones o de los cambios a través del feed RSS.

### Interoperabilidad
Para cada herramienta, los datos pueden ser importados o exportados en formatos abiertos correspondientes (por ejemplo, vCal/iCal para el calendario).
Una API XML-RPC permite operaciones no interactivas en las cuentas y los datos correspondientes.

### Sincronización
Los contactos, calendarios, notas y tareas se sincronizan con la mayoría de los asistentes digitales personal, incluyendo Blackberry e iPhone.

## Modo SaaS
ContactOffice está disponible en SaaS (Software como Servicio), la aplicación se encuentra alojado aquí en la infraestructura del editor. Las cuentas creadas son gratuitas y pueden ser transformadas en fórmulas de pago basadas en la riqueza de las características ofrecidas, los volúmenes, o de la personalización.

## Modo licencia
La aplicación se puede implementar en las infraestructuras de Linux o Windows, y opcionalmente se puede interconectar con el software como Apache (servidor Web), SpamAssassin (antispam), ClamAV (antivirus),... Para la autenticación, se puede utilizar un directorio basado en LDAP, o SSO (Single Sign On) como CAS (Central Authentication Service).
Para concluir, ContactOffice que es finalmente un Espacio de trabajo Digital, puede ser utilizado como un sistema de educación, en escuelas y universidades, por ejemplo para la transmisión de los deberes, las tareas, foros de clase, los contactos,…

## Aplicaciones Similares
- Libre: Zimbra, eGroupWare, etc.
- Propietario: YouSAAS Desk, Google Apps, Zoho, Shareflock, etc.